# Nicolae Herescu
Nicolae I. Herescu (Turnu Severin, 5 dicembre 1906 – Zurigo, 19 agosto 1961) è stato un latinista, traduttore e poeta romeno.
Discendente da una nobile famiglia di Oltenia, educato negli studi classici, divenne professore ordinario all'Università di Bucarest quando era ancora ventenne.
Tradusse ampiamente dal canone romano, oltre a pubblicare una serie di studi dedicati agli scrittori antichi. Fu anche poeta e presidente della Società degli scrittori rumeni (Societatea Scriitorilor Români) per diversi anni. Lasciò il suo paese natio poco prima dell'inizio dell'occupazione sovietica, e trascorse l'ultima parte della sua vita in esilio, dapprima in Portogallo e infine in Francia.

## Biografia
Nato a Turnu Severin, i suoi genitori erano il tenente colonnello (in seguito generale) Ion Herescu e sua moglie Caterina Viişoreanu. La madre proveniva da una famiglia di fanciulli di Olten, ed era stata battezzata con il nome di suo zio materno, un giudice. Dopo aver frequentato la scuola superiore a Craiova, si iscrisse alla sezione di lingue classiche della facoltà di filosofia e letteratura dell'Università di Bucarest. Frequentò corsi di specializzazione a Parigi dal 1927 al 1929 e conseguì il dottorato in lettere nel 1929.
A detta di Mircea Eliade Herescu fu uomo di grande ambizione nella cui carriera furono predominanti le sue capacità politiche più che la sua erudizione.
Insegnò lingua e letteratura latina a Bucarest, come assistente (1929), poi professore associato (1932) e infine professore ordinario (1935-1945). È stato direttore dell'Istituto di studi latini di Bucarest. Politicamente, è stato affiliato al Partito popolare di Alexandru Averescu, che nel 1939 confluì sotto la leadership del Frontul Renașterii Naționale (Fronte nazionale del Rinascimento), l'unico partito consentito sotto il nuovo assetto corporativo e dittatoriale dello stato proposto da re Carlo II di Romania.
La carriera di Herescu continuò sotto la dittatura: nel 1939, alla morte di Nicolae M. Condiescu, fu eletto presidente della Società degli scrittori rumeni, carica che avrebbe coperto fino al 1944. Poco dopo, re Carlo II gli offrì l'altro posto di Condiescu, quello di segretario generale della Fondazione accademica Carol I (presumibilmente, Alexandru Rosetti, lui stesso coinvolto con la Fondazione, desiderava la posizione, e la sua corrispondenza sul tema con George Călinescu era intrisa di ostilità e ironia, quando quest'ultimo notava che Herescu "non è uno scrittore, non è niente", Rosetti rispose "ex nihilo nihil", un riferimento alle iniziali del NIH classicista). Alla fine, rimase un sostenitore del regime, inviando al re un rapporto sulle attività della Fondazione nel luglio 1940, a meno di due mesi dall'abdicazione di Carol. Nel rapporto si espresse a favore dell'enfatizzazione degli aspetti classici e latini della cultura rumena, al fine di stimolare una rinascita. In un attacco alla politica editoriale di Rosetti, si lamentò del fatto che importanti scrittori fossero stati messi da parte mentre "i giovani condannati dai tribunali e unanimemente critici per la loro pornografia sono facilmente pubblicati", un riferimento a Geo Bogza. Ritenne inoltre le traduzioni di Eugen Lovinescu dell'Odissea e dell'Eneide come "esecrabili". Quando lo Stato Nazionale Legionario salì al potere in autunno e esaminò se i professori universitari dovessero essere mantenuti, il rapporto risultante individuò come punti di criticità nella sua scarsa attività scientifica e la sua affiliazione con il precedente regime. Mantenne tuttavia il suo posto in facoltà, a condizione che i risultati della sua ricerca dimostrassero l'impegno nei confronti del nuovo ordine nei successivi due anni).
È stato membro dell'Accademia delle scienze morali e politiche, nonché della Société des Études Latines di Parigi. Ha diretto la pubblicazione Favonius di Craiova dal 1926 al 1928, oltre alla Revista clasică Orpheus di Bucarest. Favonius  dal 1929 al 1943. Insieme a Ion Pillat e Vasile Voiculescu, nel 1934 pubblicò l'unico numero della rivista di poesie Pleiada. Il suo lavoro, in particolare le traduzioni di autori classici e saggi su di loro, è apparso in Adevărul literar şi artistic, Cele trei Crişuri , Cuget clar, Familia, Flamura, Gândirea, Galeria artei, Năzuinţa, Orpheus, Ramuri, Revista Fundaţiilor Regale e Universul literar, nonché nelle riviste specializzate straniere (Acta Philologica, Orphaeus, Revue de philologie, Revue des études latines).

### Esilio

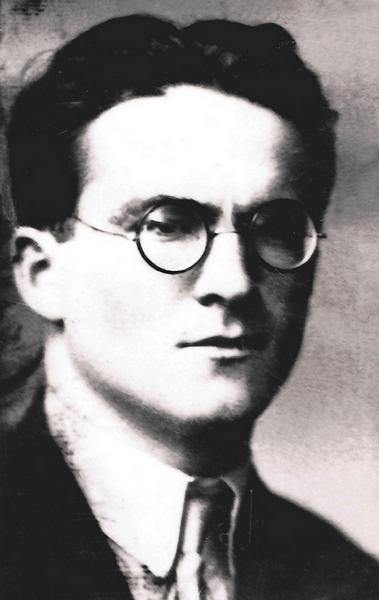
Mircea Eliade, che ospitò Herescu in Portogallo.

Nel luglio del 1944, il mese prima dell'inizio dell'occupazione sovietica della Romania, Herescu lasciò con sua moglie e sua figlia la Romania partendo dall'aeroporto di Băneasa per non farvi più ritorno. La famiglia fece tappa all'aeroporto bombardato di Stoccarda, dove tutti i suoi bagagli, compresi manoscritti e denaro, furono persi in un incendio. Herescu raggiunse poi Lisbona, con la speranza di restarvi pochi mesi, dove fu ospitato da Mircea Eliade.
Essendo privo di sostentamento, chiese ripetutamente alle autorità universitarie e al ministero dell'Istruzione di prolungare il congedo, di trasferire il suo stipendio o di attribuirgli un dovere ufficiale. Il suo nome comparve tuttavia sulla prima lista di color che vennero epurati dall'università nel gennaio 1945, e la sua lettera inviata a agosto, dove confutava le accuse di sentimento pro-tedesco punto per punto, fu ignorata. Nel frattempo, pur essendone il precedente presidente, era stato espulso dalla Societatea Scriitorilor Români nel settembre del 1944.
Dal 1947 al 1948 insegnò all'Università di Lisbona dal 1947 al 1948, ma il suo contratto non fu rinnovato. Successivamente si trasferì a Parigi, dove lavorò nella sezione rumena della Radio francese. Ha continuato a pubblicare nel suo campo, ma non fu in grado di rilanciare una carriera universitaria. Nel 1959 a Strasburgo fu presidente del congresso annuale della Società Accademica Romena e spinse alla creazione della Rivista Scritorilor Romani che fu portata avanti da Vintila Horia, Virgil Ierunca and Mircea Popescu e uscì pubblicata in Germania Ovest su base prevalentemente annuale fino al 1990 .
All'interno della Romania, il suo lavoro fu soppresso dal regime comunista a causa del suo atteggiamento ostile nei suoi confronti, e divenne pubblico solo dopo la Rivoluzione romena del 1989.

### Attività letteraria
Il primo poema di Herescu, Sonet, è apparso sulla rivista Craiova Năzuinţa nel 1922. Le sue traduzioni di Eschilo, Catullo, Orazio, Plauto, Tibullo e Virgilio sono state descritte come tra le migliori in Romania. Nei suoi studi e saggi, si preoccupava di rendere accessibili i valori classici ad un vasto pubblico (Pentru clasicism, 1937, Caete clasice, 1941; Milliarium, vol. I-II, 1936-1941) o di fornire contributi eruditi nel campo del letteratura antica (in particolare quelli pubblicati all'estero: Catullo, 1943; Punti di vista sulla lingua di Tito-Livio, 1943; Ovidiana, 1958, in collaborazione; La poesia latina, 1960; Style et hasard, 1963). Le sue opere bibliografiche sono di fondamentale importanza: Bibliographie de la littérature latine (1943), Bibliografia clasică în România (in collaborazione, 1943). Insieme a Pillat, tradusse Poezii alese din Francis Jammes (1927). Le sue poesie originali erano generalmente idilli rustici in stile oraziano che assomigliava allo stile di Pillat: Basmul celor patru zodii (1926), Cartea cu lumină (1926).
Nel 1961, con lo pseudonimo Charles Séverin (un riferimento al suo luogo di nascita), pubblicò L'agonie sans mort, un Romanzo a chiave di lingua francese che tratta dell'esperienza dell'esilio. L'identità del suo autore è stata individuata poi da Virgil Ierunca, il libro è apparso in rumeno nel 1998, come Agonie fără moarte.

### Morte
Herescu morì inaspettatamente a Zurigo nel 1961, all'età di 54 anni.